# Ha-huncvot
Ha-huncvot – wydany w 2013 roku drugi album studyjny grupy Shofar. Zawarte na nim kompozycje są oparte na nigunim Mosze Beregowskiego. Na renomowanym blogu Free Jazz stwierdzono w recenzji, że Ha-huncvot dobrze pasowałby do katalogu wydawnictwa Tzadik słynnego amerykańskiego muzyka awangardowego i lidera ruchu Radical Jewish Culture Johna Zorna.

## Lista utworów
| 1.  | "I See through My Nose"                  | 6:39  |
|     |                                          |       |
| 2.  | "Traditional Hasidic Melody I"           | 6:44  |
|     |                                          |       |
| 3.  | "I Will Eat You Tomorrow"                | 2:04  |
|     |                                          |       |
| 4.  | "A Drawing on the Bottom of the Plate"   | 3:23  |
|     |                                          |       |
| 5.  | "Traditional Hasidic Melody II"          | 3:36  |
|     |                                          |       |
| 6.  | "You + Cookie Happiness"                 | 4:20  |
|     |                                          |       |
| 7.  | "You Are Not Alone with this Song"       | 6:24  |
|     |                                          |       |
| 8.  | "Ha-huncvot"                             | 2:10  |
|     |                                          |       |
| 9.  | "To Think More Positively about Germans" | 4:12  |
|     |                                          |       |
| 10. | "Traditional Hasidic Melody III"         | 2:49  |
|     |                                          |       |
| 11. | "Dinner with the Giant"                  | 3:34  |
|     |                                          |       |
|     |                                          | 45:55 |
|     |                                          |       |

## Zespół
- Mikołaj Trzaska - saksofon altowy, basklarnet
- Raphael Rogiński - gitara
- Macio Moretti - perkusja